# ك. راسيل
ك. راسيل (1770 بإنجلترا في المملكة المتحدة - ) (بالإنجليزية: C. Russell)‏ هو لاعب كريكت بريطاني. لعب مع نادي مارليبون للكريكت ‏.